# Abierto de Chile (golf)
El Abierto de Chile es un torneo de golf que se disputa normalmente en el mes de abril en distintos campos de Chile.

## Historia
Este torneo se disputa desde 1927 y es el más importante de Chile, siendo parte del Challenge Tour y del Tour de las Américas. La edición de 2008 se disputó en Hacienda de Chicureo en Santiago de Chile.

## Palmarés
| Año  | Ganador                              | Puntaje   |
| ---- | ------------------------------------ | --------- |
| 2023 | Agustín Errázuriz                    | 278 (-19) |
| 2022 | Matt Ryan                            | 278 (-10) |
| 2021 | Alan Wagner                          | 273 (-15) |
| 2019 | John Somers                          | 265 (−19) |
| 2018 | Jared Wolfe                          | 270 (−14) |
| 2017 | Felipe Aguilar                       | 279 (−9)  |
| 2016 | Felipe Aguilar                       | 266 (-22) |
| 2015 | Wil Bateman                          | 264 (−24) |
| 2014 | Jorge Fernández-Valdés               | 271 (-17) |
| 2013 | Timothy O'Neal                       | 275 (-13) |
| 2012 | Mauricio Molina                      |           |
| 2011 | Benjamín Alvarado Holley             | 266 (-22) |
| 2010 | Gustavo Acosta                       | 282 (-6)  |
| 2009 | Agustín Jauretche                    | 279 (-9)  |
| 2008 | Felipe Aguilar                       | 265 (-23) |
| 2007 | Ángel Fernández                      | 279 (-9)  |
| 2006 | Mark Tullo                           |           |
| 2005 | Mark Tullo                           |           |
| 2004 | Roy Mackenzie                        |           |
| 2003 | Benjamín Alvarado Holley (amateur)   |           |
| 2002 | Felipe Aguilar                       |           |
| 2001 | Guillermo Encina                     |           |
| 2000 | Christian León                       |           |
| 1999 | Guillermo Encina                     |           |
| 1998 | Roy Mackenzie                        |           |
| 1997 | Gustavo Rojas                        |           |
| 1996 | Ricardo González                     |           |
| 1995 | Gabriel Morgan S. (amateur)          |           |
| 1994 | Raúl Fretes                          |           |
| 1993 | Francisco Cerda                      |           |
| 1992 | Juan Eduardo Labbé (amateur)         |           |
| 1991 | Guillermo Encina                     |           |
| 1990 | Guillermo Encina                     |           |
| 1989 | Roy Mackenzie (amateur)              |           |
| 1988 | Guillermo Encina                     |           |
| 1987 | Hugo León B. (amateur)               |           |
| 1986 | Luis Torres                          |           |
| 1985 | Carlos Franco                        |           |
| 1984 | Eduardo Romero                       |           |
| 1983 | Felipe Taverne                       |           |
| 1982 | Francisco Cerda                      |           |
| 1981 | John Haarick                         |           |
| 1980 | Gary Player                          |           |
| 1979 | Ramón Muñoz                          |           |
| 1978 | Francisco Cerda                      |           |
| 1977 | Andrés Morales                       |           |
| 1976 | Michael Grasty (amateur)             |           |
| 1975 | William Pérez (amateur)              |           |
| 1974 | Francisco Cerda                      |           |
| 1973 | Francisco Cerda                      |           |
| 1972 | Rafael Jerez                         |           |
| 1971 | Rafael Jerez                         |           |
| 1970 | Patricio Pino                        |           |
| 1969 | Francisco Cerda                      |           |
| 1968 | Mauricio Galeno V. (amateur)         |           |
| 1967 | Francisco Cerda                      |           |
| 1966 | Francisco Cerda                      |           |
| 1965 | Francisco Cerda                      |           |
| 1964 | Anisi Araya                          |           |
| 1963 | Enrique Orellana                     |           |
| 1962 | Arturo Mori                          |           |
| 1961 | Roberto de Vicenzo                   |           |
| 1960 | Enrique Orellana                     |           |
| 1959 |                                      |           |
| 1958 | Manuel Morales                       |           |
| 1957 | Luciano Calderon                     |           |
| 1956 |                                      |           |
| 1955 | Guy Barroilhet (amateur)             |           |
| 1954 | Osvaldo de Vicenzo                   |           |
| 1953 | Osvaldo de Vicenzo                   |           |
| 1952 | Osvaldo de Vicenzo                   |           |
| 1951 | Alberto Salas                        |           |
| 1950 | Luciano Calderon                     |           |
| 1949 | Luciano Calderon                     |           |
| 1948 | Luis Salas                           |           |
| 1947 | Emilio Palacios                      |           |
| 1946 | Roberto de Vicenzo Enrique Bertolino | (tie)     |
| 1945 | J. Baena                             |           |
| 1944 | Luis A. Herrera (amateur)            |           |
| 1943 | Luciano Calderon                     |           |
| 1942 | Justo Vega                           |           |
| 1941 | Justo Vega                           |           |
| 1940 | Justo Vega                           |           |
| 1939 | Luciano Calderón                     |           |
| 1938 | L. Reyes                             |           |
| 1937 | Arturo Mori                          |           |
| 1936 | W.V. Simson (amateur)                |           |
| 1935 | Eduardo Blasi                        |           |
| 1934 | Arturo Mori                          |           |
| 1933 | Arturo Mori                          |           |
| 1932 | Arturo Mori                          |           |
| 1931 | P. Silva                             |           |
| 1930 | P. Silva                             |           |
| 1929 | Arturo Mori                          |           |
| 1928 | Arturo Mori                          |           |
| 1927 | Arturo Mori                          |           |